# Târgușor (okręg Bihor)
Târgușor (węg. Asszonyvására) – wieś w Rumunii, w okręgu Bihor, w gminie Cherachiu. W 2011 roku liczyła 626 mieszkańców.